# ボンボ
ボンボは、南米のフォルクローレと呼ばれる民族音楽で使われる大太鼓。

## 概要
スペインの軍楽太鼓が原型とされ、アルゼンチンの平原地帯のフォルクローレで使われていたものがボリビアなどアンデス地方の音楽にも使われるようになったとされる。
毛が生えたままの動物の生皮を張っていることが最大の特徴である。そのため、少し柔らかい音色がすると言われるが、長年使用していると、叩いている部分の毛はほとんど抜けてしまう。皮は、牛・山羊・リャマなどのものが使われる。胴体は、アルゼンチンでは木をくりぬいたしっかりした作りのものが多いが、ボリビアではベニヤ板を丸めて釘で止めただけの簡便なつくりのものが多い。